# Atletica leggera ai XVII Giochi paralimpici estivi
L'atletica leggera delle Paralimpiadi estive 2024 si è tenuta allo Stade de France di Parigi. Le gare sono state 164: 90 maschili, 73 femminili e una mista. Ci sono state tre gare maschili in meno rispetto ai Giochi precedenti, mentre le gare femminili e miste sono rimaste le stesse. È stata la più grande competizione del programma dei Giochi per quanto riguarda il numero degli atleti e gli eventi con medaglie da programmare.

## Formato
Ogni gara è stata suddivisa e svolta in base al tipo e alla portata della disabilità degli atleti. Tale sistema ha consentito la competizione tra atleti con analogo livello di funzioni.
Le classi utilizzate sono state le seguenti:
- T/F11-13: atleti non vedenti (11), e ipovedenti con possibilità di guida (12) o senza possibilità di guida (13)
- T/F20: atleti con disabilità intellettiva relazionale
- T/F31-38: atleti con cerebrolesione in carrozzina (31-34) o deambulanti (35-38)
- T/F40-41: atleti di bassa statura (solitamente affetti da nanismo)
- T/F42-47: atleti con amputazioni agli arti inferiori (42-44) o superiori (45-47) senza protesi
- T/F51-58: atleti con tetraplegia o paraplegia o altre lesioni spinali
- T/F61-64: atleti con amputazioni agli arti inferiori con protesi

## Risultati delle gare

### Staffetta 4×100 metri universale mista
| Specialità | Oro                                           | Risultato | Argento                                                               | Risultato | Bronzo                                                                  | Risultato | Dettagli            |
| --- | --------------------------------------------- | --------- | --------------------------------------------------------------------- | --------- | ----------------------------------------------------------------------- | --------- | ------------------- |
| 4×100 m universale | Cina Zhou Guohua Wang Hao Wen Xiaoyan Hu Yang | 45"07     | Gran Bretagna Zachary Shaw Jonnie Peacock Ali Smith Samantha Kinghorn | 46"01     | Stati Uniti Noah Malone Hunter Woodhall Taylor Swanson Tatyana McFadden | 47"32     | Classifica completa |
| record mondiale; record paralimpico; record mondiale stagionale; record africano; record asiatico; record europeo; record nord-centroamericano e caraibico; record sudamericano; record oceaniano; record nazionale; record personale; record personale stagionale. |                                               |           |                                                                       |           |                                                                         |           |                     |